# Рыхвал
Рыхвал (пол. Rychwał) — город в Польше, входит в Конинский повят Великопольского воеводства. Имеет статус городско-сельской гмины. Занимает площадь 9,69 км². Население 2400 человек (на 2019 год).

## История
Точная дата основания Рыхвала неизвестна, но известно что статус города он получил до 1458 года. Одним из основных доходов города было пивоварение, на прибыль от которого местные жители построили двухъярусный каменный замок с башней и часовней, сохранившегося до XIX века только в виде руин крепостной стены. В 1870 году находящийся в составе Российской империи Рыхвал перестал владеть статусом города, сменив его на статус посада Калишской губернии. Статус города Рыхвалу удалось вернуть лишь в 1921 году.